# Тайоли, Лино
Лино Тайоли Альберти (исп. Lino Taioli Alberti; 6 февраля 1913, Арекито, Санта-Фе — неизвестно) — аргентинский и венесуэльский футболист, полузащитник. После завершения карьеры футболиста тренировал ряд известных испанских и португальских клубов.

## Клубная карьера
Во взрослом футболе Тайоли дебютировал в клубе «Эстудиантес», в дальнейшем играл за известные аргентинские клубы «Бельгроно», «Ньюэллс Олд Бойз» и «Росарио Сентраль». В 1944 году перешёл в венесуэльский «Дос Каминос», в составе которого он стал чемпионом Венесуэлы, тогда же принял гражданство Венесуэлы и стал выступать за её сборную. После второй мировой войны Тайоли перебрался в Италию, где выступал за клубы «Дженоа» и «Мантова», в последней и завершил карьеру футболиста в 1947 году.

## Карьера в сборной
В составе национальной сборной Венесуэлы Тайоли дебютировал в 1944 году, всего в составе сборной провёл 3 матча, в которых забил 1 мяч.

## Тренерская карьера
На закате карьеры футболиста, Тайоли стал играющим тренером в «Мантове», в 1947 году на короткое время вернулся в Южную Америку, где возглавил сборную Колумбии на чемпионате Южной Америки 1947 года. После этого вернулся в Европу и стал главным тренером «Атлетико Мадрид». Затем тренировал ряд середняков испанского футбола, а также сильные португальские клубы «Боавишта» и «Порту». Последним клубом в котором работал Пейро, стал в 1959 году клуб «Райо Вальекано».

## Достижения
- Чемпион Венесуэлы: 1945.